# Two Places at the Same Time
Two Places at the Same Time è il terzo album del gruppo statunitense dei Ray Parker Jr. And Raydio,  pubblicato dalla Arista Records nel 1980.

## Il disco
Il successo di You Can't Change That porta la stella di Ray Parker Jr. a livelli talmente alti che la produzione decide addirittura di alterare il nome del gruppo, passando da Raydio a Ray Parker Jr. And Raydio. La formazione, in compenso, non subisce modifiche.
L'album in questione è un puro esempio di quel tipo di Disco music che avrebbe portato, di lì a poco, alla pop capitanata da Michael Jackson, e si avvale, inoltre, della collaborazione dello storico jazzista Herbie Hancock, per il quale Ray Parker Jr. ha lavorato più volte, in passato.
Nelle vendite, il disco riesce a superare il suo predecessore Rock On, giungendo al 33º posto della classifica generale statunitense. Il singolo di maggior successo è Two Places at the Same Time, 6° nella classifica R&B.

## Tracce

### Lato A
1. It's Time to Party Now - 4:59 -  (Ray Parker Jr.)
2. Until the Morning Comes - 4:29 -  (Arnell Carmichael, Ray Parker Jr.)
3. Two Places at the Same Time - 3:57 -  (Ray Parker Jr.)
4. Tonight's the Night - 5:13 -  (Herbie Hancock, Ray Parker Jr.)

### Lato B
1. A Little Bit of You - 4:22 -  (Ray Parker Jr.)
2. Everybody Makes Mistakes - 5:00 -  (Ray Parker Jr.)
3. Can't Keep from Cryin' - 3:41 -  (Ray Parker Jr.)
4. For Those Who Like to Groove - 4:32 -  (Ray Parker Jr.)

## Formazione
- Ray Parker Jr. - sintetizzatore, chitarra, cantante solista e voce
- Arnell Carmichael - cantante solista e voce
- Darren Carmichael - cantante solista e voce
- Larry Tolbert - batteria
- Charles Fearing - chitarra

### Altri musicisti
- Ollie E. Brown - batteria e percussioni
- Sylvester Rivers - archi (musica)
- Herbie Hancock - piano e moog
- Horatio Gordon - flauto
- Ken Peterson - tromba e flugelhorn
- Gary Coleman - vibrafono
- Jack Ashford - percussioni e tamburello
- Deborah Thomas - voce